# Torrezuela
Torrezuela (llamada oficialmente Santiago de Torcela) es una parroquia del municipio español de Piñor, en la provincia de Orense, Galicia.

## Toponimia
La parroquia también es conocida por los nombres de Santiago de Torrecela y Santiago de Torrezuela.

## Organización territorial
La parroquia está formada por seis entidades de población:
- A Cal
- A Eirexe
- Alén
- Grovas (Grobas)
- O Outeiro
- Vilar

## Demografía
| Gráfica de evolución demográfica de Torrezuela entre 2000 y 2023 |
|                                                                  |
| Datos según el nomenclátor publicado por el INE.                 |